# Charaxes obsoleta
Charaxes obsoleta är en fjärilsart som beskrevs av Foulquier 1923. Charaxes obsoleta ingår i släktet Charaxes och familjen praktfjärilar. Inga underarter finns listade i Catalogue of Life.